# Geoffrey Sayre-McCord
Geoffrey Sayre-McCord (nascido McCord, 10 de dezembro de 1956) é um filósofo americano que trabalha com teoria moral, ética, metaética, história da ética e epistemologia . Ele leciona na Universidade da Carolina do Norte, em Chapel Hill . Ele também é diretor da Sociedade de Filosofia, Política e Economia.

## Educação e carreira
Sayre-McCord recebeu seu bacharelado no Oberlin College e seu doutorado (trabalhando com David Gauthier, Wilfrid Sellars, Nicholas Rescher, Clark Glamour e Kurt Baier ) na Universidade de Pittsburgh .
Sayre-McCord é Professor Emérito de Filosofia da Morehead-Cain e Diretor do Programa de Filosofia, Política e Economia da Universidade da Carolina do Norte, onde leciona desde 1985. Ele foi professor associado na Universidade de Edimburgo de 2013 a 2016 e professor visitante Laurance S. Rockefeller na Universidade de Princeton de 2015 a 2016. Ele é um visitante frequente da Universidade Nacional Australiana e foi professor visitante na Universidade de Auckland e na Universidade da Califórnia/Irvine. 
Sayre-McCord escreveu amplamente sobre metaética, David Hume, contratualismo e sobre questões na intersecção entre filosofia, política e economia. Ele é autor das entradas sobre realismo moral e metaética na Enciclopédia de Filosofia de Stanford . Durante cinco anos, Sayre-McCord foi coeditora do periódico Noûs .
Em 2019, Sayre-McCord recebeu o Prêmio Philip L. Quinn da Associação Filosófica Americana, por "serviços à filosofia e aos filósofos, em sentido amplo". 

## Família
Os pais de Sayre-McCord eram William Maxwell McCord e Joan McCord, ambos professores universitários. Seu irmão é Rob McCord, um ex -tesoureiro da Pensilvânia . Ele é casado com Harriet Sayre, filha de Francis Bowes Sayre Jr. e bisneta do presidente Woodrow Wilson .

## Publicações

### Artigos selecionados
- "Coerência e Modelos para Teorização Moral", Pacific Philosophical Quarterly (1985)
- "Lógica Deôntica e a Prioridade da Teoria Moral", Noûs (1986)
- "Os muitos realismos morais", Southern Journal of Philosophy, suplemento da conferência Spindel, (1986)
- "Teoria Moral e Impotência Explicativa", Midwest Studies (1988)
- "Engano e razões para ser moral", American Philosophical Quarterly, (1989)
- “Explicações e razões funcionais como causas”, Perspectivas filosóficas (1990)
- "Sendo um realista sobre o relativismo", Estudos Filosóficos (1991)
- “Explicações Normativas”, Perspectivas Filosóficas (1992)
- "Sobre por que o ponto de vista geral de Hume não é ideal — e não deveria ser", Filosofia Social e Política (1994)
- "Epistemologia Coerentista e Teoria Moral", em Conhecimento Moral? , ed. por Sinnott-Armstrong e Timmons (1996)
- “Hume e a Teoria Ética da Bauhaus”, Midwest Studies (1996)
- "O argumento da representação de Hume contra o racionalismo", Manuscrito (1997)
- "O Problema Metaético", Ética (1997)
- "'Bom' na Terra Gêmea", Questões Filosóficas (1997)
- "Contratualismo", Guia Blackwell para a Teoria Ética (1999)
- “Justiça Criminal e Reparações Legais”, Questões Filosóficas (2001)
- “A ‘prova’ de Mill: uma defesa mais do que tímida”, Filosofia e política social (2001)
- "Sobre a relevância da ignorância para as exigências da moralidade", Racionalidade, regras e ideais, ed. por Sinnott-Armstrong (2002)
- "Realismo Moral", Oxford Handbook of Moral Theory, ed. por Copp (2006)
- "Semântica Moral e Investigação Empírica", Psicologia Moral, ed. por Sinnott-Armstrong (2008)
- "Hume sobre moralidade prática e razão inerte", Oxford Studies in Metaethics, ed. por Shafer-Landau (2008)
- "Sentimentos e espectadores: a teoria do julgamento moral de Adam Smith", The Philosophy of Adam Smith, ed. por Brown e Fleischacker (2010)
- "Teoria do mundo real, complacência e aspiração", com Geoff Brennan, em Estudos Filosóficos (2020) 178, https://doi.org/10.1007/s11098-020-01531-x .
- "A teoria robusta da razão prática de Hume", em Routledge Handbook of Practical Reason, ed. por Chang e Sylvan (Routledge, 2021), pp. 141-159.

- "Sobre cooperação", com Geoff Brennan, em Analyze & Kritik, janeiro de 2018, vol. 40, págs. 107-130.
- "Teoria da razão pública de Hume", Razão pública na filosofia política: fontes clássicas e comentários contemporâneos, editado por Gaus e Turner (Routledge, 2017), pp. 303-329.
- "Os fatos normativos importam... para o que é viável?" com Geoff Brennan, em Filosofia Social e Política, 2016, vol. 33, #1-2, págs. 434 - 456.
- "Hume sobre as virtudes artificiais", no Oxford Handbook of David Hume, editado por Russell (Oxford University Press, 2016), pp. 435-469.

### Volumes editados
- Ensaios sobre o realismo moral (Cornell University Press, 1988)
- Hume: Filosofia Moral (Hackett Publishing, 2006)
- Filosofia, Política e Economia (Oxford University Press, 2015), com Jonathan Anomaly, Geoffrey Brennan e Michael Munger.

## Links externos
- Página web de Geoffrey Sayre-McCord na UNC-Chapel Hill
- Página pessoal de Geoffrey Sayre-McCord